# Custard Pie
 (février 2017).
Pistes de Physical Graffiti
The Rover
(2)
Custard Pie est la première piste de Physical Graffiti, sixième album du groupe de rock anglais Led Zeppelin sorti en 1975. Le puissant riff que l'on entend sur cette chanson rend hommage aux chansons de blues de l'ère Robert Johnson, surtout Drop Down Mama de Mississippi Fred McDowell, Shake 'Em On Down de Bukka White, I Want Some Of Your Pie de Blind Boy Fuller et Custard Pie Blues de Brownie McGhee.
La chanson contient des passages difficiles à saisir. Comme plusieurs autres chansons de l'album, ces passages sont des allusions et des sous-entendus à connotation sexuelle. Dans cette chanson, Custard Pie fait référence aux organes génitaux d'une femme associés au cunnilingus : « Your custard pie, yeah, sweet and nice / When you cut it mama, save me a slice ».
On peut entendre dans Custard Pie un solo très court fait à la wah-wah par le guitariste Jimmy Page. On entend également un clavinet électrique sur lequel joue John Paul Jones. Certains ont fait remarquer que l'on retrouve des similarités de son avec Whole Lotta Love, un titre de l'album Led Zeppelin II. Cette dernière a d'ailleurs elle-même été très influencée par la chanson de blues You Need Love écrite par Willie Dixon.
Ce titre n'a jamais été joué en concert par Led Zeppelin.

## Sources (en anglais)
- Led Zeppelin: Dazed and Confused: The Stories Behind Every Song, par Chris Welch,  (ISBN 1-56025-818-7)
- The Complete Guide to the Music of Led Zeppelin, par Dave Lewis,  (ISBN 0-7119-3528-9)